# Моріс Мушеро
Моріс Мушеро (фр. Maurice Moucheraud, 28 липня 1933 — 13 січня 2020) — французький велогонщик.
Олімпійський чемпіон 1956 року в командній шосейній гонці.